# Stegomyia galloisioides
Stegomyia galloisioides is een muggensoort uit de familie van de steekmuggen (Culicidae). De wetenschappelijke naam van de soort is voor het eerst geldig gepubliceerd in 1984 door Liu & Lu.